# Оклендский технологический университет

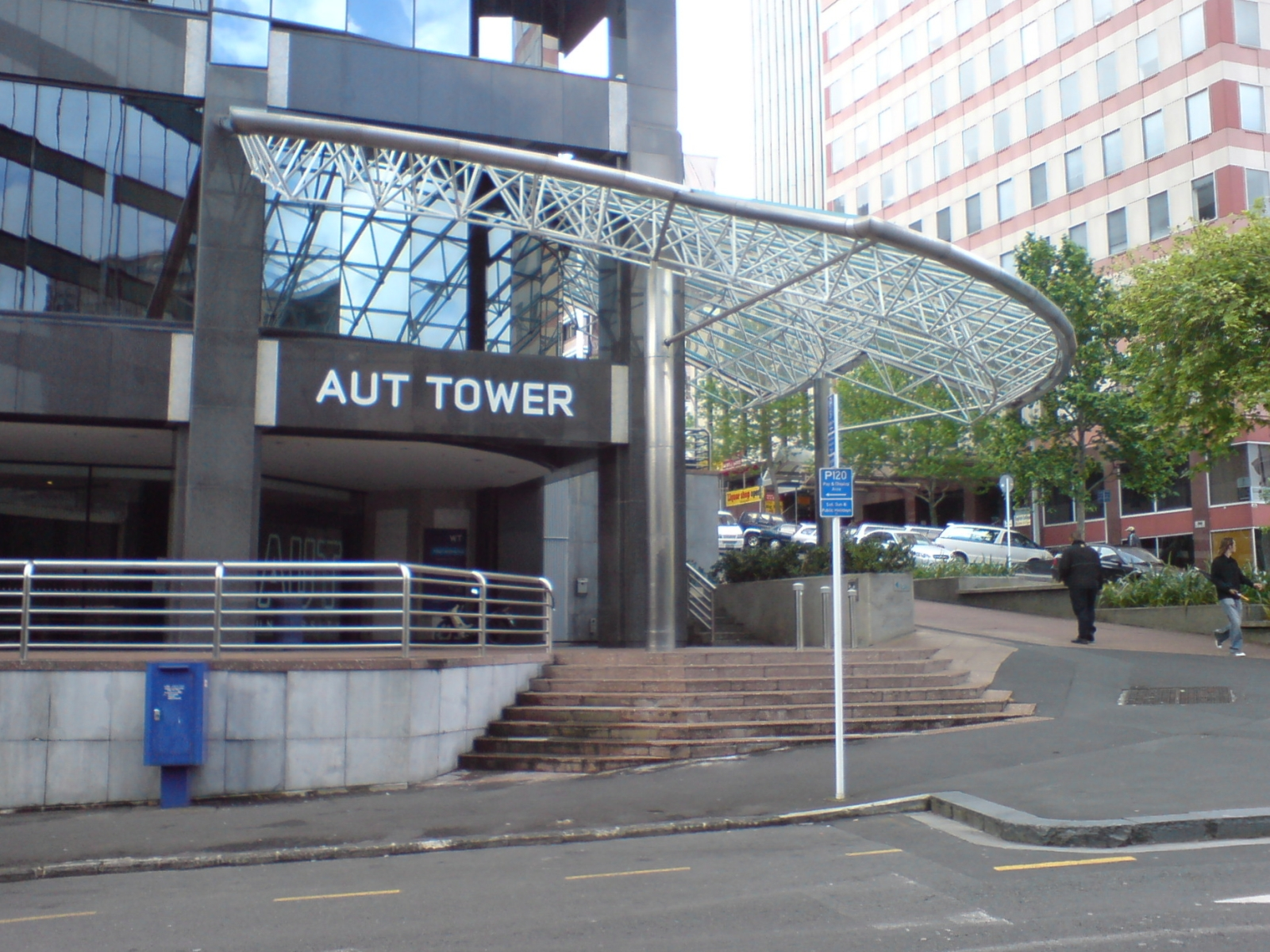
Главный корпус

Оклендский технологический университет (англ. Auckland University of Technology, маори Te Wananga Aronui o Tāmaki Makau Rau) — самый молодой университет в Новой Зеландии. Он был основан 1 января 2000 года, когда его предшественник Оклендский технологический институт получил университетский статус. Основной университетский городок находится на Веллезли-стрит (англ. Wellesley Street) в центральном деловом районе Окленда. Второй городок находится у Акоранга в городе Норт-Шор англ. North Shore City. Новый городок (Manukau Campus) был открыт в 2010 году.
В 2006 году в Оклендском университете технологий училось 22000 студентов из которых около 2 980 были иностранными.
В университете имеется пять факультетов: прикладных наук, бизнеса, дизайна и креативных технологий, здравоохранения и окружающей среды, культуры маори.